# Chris Ferguson (Pokerspieler)
Christopher Philip „Chris“ Ferguson (* 11. April 1963 in Los Angeles, Kalifornien) ist ein professioneller US-amerikanischer Pokerspieler.
Ferguson hat sich mit Poker bei Live-Turnieren mehr als 9,5 Millionen US-Dollar erspielt und trägt aufgrund seines Erscheinungsbildes den Spitznamen „Jesus“. Er ist sechsfacher Braceletgewinner der World Series of Poker, bei der er 2000 das Main Event gewann und 2017 als Spieler des Jahres ausgezeichnet wurde. 2019 wurde der Amerikaner als einer der 50 besten Spieler der Pokergeschichte genannt.

## Ausbildung
Ferguson besuchte die University of California, Los Angeles (UCLA), wo er 1999 im Bereich Informatik (Schwerpunkt Künstliche Intelligenz) promoviert wurde. Er studierte fünf Jahre vor seinem ersten Abschluss und 13 Jahre als Universitätsabsolvent. Sein Doktorvater war Leonard Kleinrock. Beide Elternteile Fergusons sind promovierte Mathematiker. Sein Vater, Thomas Ferguson, lehrt Spieltheorie an der UCLA.

## Pokerkarriere

### Werdegang
Ferguson spielte bereits im Alter von neun Jahren Poker. Im College schliff er seine Fertigkeiten durch IRC-Poker, wo er in Chatrooms um Geld spielte. 1994 begann er Turniere in Kalifornien zu besuchen und 1995 nahm er zum ersten Mal an der World Series of Poker (WSOP) in Las Vegas teil. Ferguson besiegte T. J. Cloutier im Hauptturnier der WSOP 2000 und gewann so das Preisgeld von 1,5 Millionen US-Dollar. Er gewann drei Titel bei WSOP-Circuitturnieren. Er siegte in Las Vegas und San Diego und gewann mehr als 1,2 Millionen US-Dollar. Im Jahr 2005 beendete Ferguson die National Heads-Up Poker Championship als Zweiter hinter Phil Hellmuth. Er schaffte es 2006 nochmals ins Finale, aber gelangte wieder nur auf den zweiten Platz, diesmal hinter Ted Forrest. 2008 gelang es ihm endlich sich im Finale gegen Andy Bloch durchzusetzen und gewann somit 500.000 US-Dollar. Ferguson erhielt den Spitznamen „Jesus“ durch sein Markenzeichen: lange, braune Haare und Bart. Im April 2006 nahm Chris Ferguson die Herausforderung an, aus 0 US-Dollar einen Betrag von 10.000 US-Dollar zu gewinnen. Er begann mit Freeroll-Turnieren und benötigte sieben Monate, um auf 6,50 US-Dollar zu kommen. Nach neun weiteren Monaten erreichte er die Marke von 10.000 US-Dollar. Das gewonnene Geld spendete er Save the Children. Im Februar 2007 gewann Ferguson eine Ausgabe von Poker After Dark und kassierte 120.000 US-Dollar. Er besiegte im Heads-Up Tony G. Im Dezember 2010 kehrte er der Pokerwelt für einige Jahre den Rücken. Im Sommer 2016 folgte sein Comeback und er nahm an der WSOP 2016 teil, bei der er zehnmal ins Geld kam. Bei der World Series of Poker Europe 2017 im King’s Resort in Rozvadov gewann Ferguson ein Turnier der Variante Pot-Limit Omaha Hi-Lo 8 or Better und damit sein sechstes Bracelet. Zudem sicherte er sich den Player of the Year Award der WSOP 2017. Insgesamt kam er bei der WSOP 162-mal in die Geldränge, nur Phil Hellmuth, Daniel Negreanu und Roland Israelashvili schafften dies häufiger. Im Rahmen der 50. Austragung der World Series of Poker wurde Ferguson im Juni 2019 als einer der 50 besten Spieler der Pokergeschichte genannt.
Ferguson war zudem Mitglied des Designteams von Full Tilt Poker, einer Onlinepoker-Website, die im Juli 2004 eröffnet wurde. Am 20. September 2011 reichte das Justizministerium der USA eine Zivilklage gegen Full Tilt Poker ein. Chris Ferguson, Howard Lederer und Rafe Furst wurden beschuldigt, als Geschäftsführer Kundengelder unterschlagen zu haben. Fergusons Anwalt bestritt die Anschuldigungen und führte den Zusammenbruch von Full Tilt Poker auf Fehler im Management zurück. Am 20. Februar 2013 schloss Ferguson einen Vergleich. Er bezahlte eine Geldstrafe in unbekannter Höhe, jedoch ohne seine Schuld einzugestehen.

### Braceletübersicht

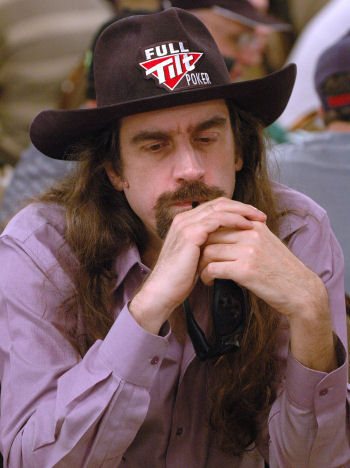
Ferguson bei der WSOP 2006

Ferguson kam bei der WSOP 162-mal ins Geld und gewann sechs Bracelets:
| Jahr   | Buy-in   | Turnier                             | Teilnehmer | Preisgeld   |
| ------ | -------- | ----------------------------------- | ---------- | ----------- |
| 2000 E | 02.500 $ | Seven Card Stud                     | 151        | 0.151.000 $ |
| 2000 E | 10.000 $ | No Limit Hold’em World Championship | 512        | 1.500.000 $ |
| 2001 E | 01.500 $ | Omaha High/Low                      | 306        | 0.164.735 $ |
| 2003 E | 02.000 $ | Omaha High/Low                      | 175        | 0.123.680 $ |
| 2003 E | 02.000 $ | Limit Hold’em & Seven Card Stud     | 089        | 0.066.220 $ |
| 2017 E | 01.650 € | Pot-Limit Omaha Hi-Lo 8 or Better   | 092        | 0.039.289 € |

### Spielweise
Seine Spielweise wird unter den etablierten Pokerspielern als äußerst tight angesehen. In den frühen Jahren seiner Karriere basierten seine Entscheidungen beim Pokern ausschließlich auf der Mathematik und er gilt deshalb neben Andy Bloch als „Mathematiker des Poker“ (englisch: „math guy“) (Zitat von Chris Ferguson: „If you think the math isn't important, you don't know the right math“ – zu deutsch: Wenn Sie denken, dass die Mathematik [beim Poker] nicht wichtig ist, kennen Sie nicht die richtige Mathematik). Bei Turnieren sind ihm diese Fähigkeiten von großem Vorteil, machen ihn aber in den großen Cash Games zu einem eher ungefährlichen Spieler. Seinen Lebensunterhalt verdient er sich dementsprechend – anders als der Großteil seiner Kollegen – fast ausschließlich mit Turnieren. Ferguson änderte seine Spielweise nach eigenen Aussagen etwas, da er durch seinen ansteigenden Bekanntheitsgrad von anderen Spielern, die ihn aus dem Fernsehen kannten, mehr und mehr berechenbar wurde. Er behielt zwar das Image des äußerst tighten Spielers bei, ist aber seither auch in der Lage, unkonventioneller zu spielen.